# I Wandered Lonely as a Cloud

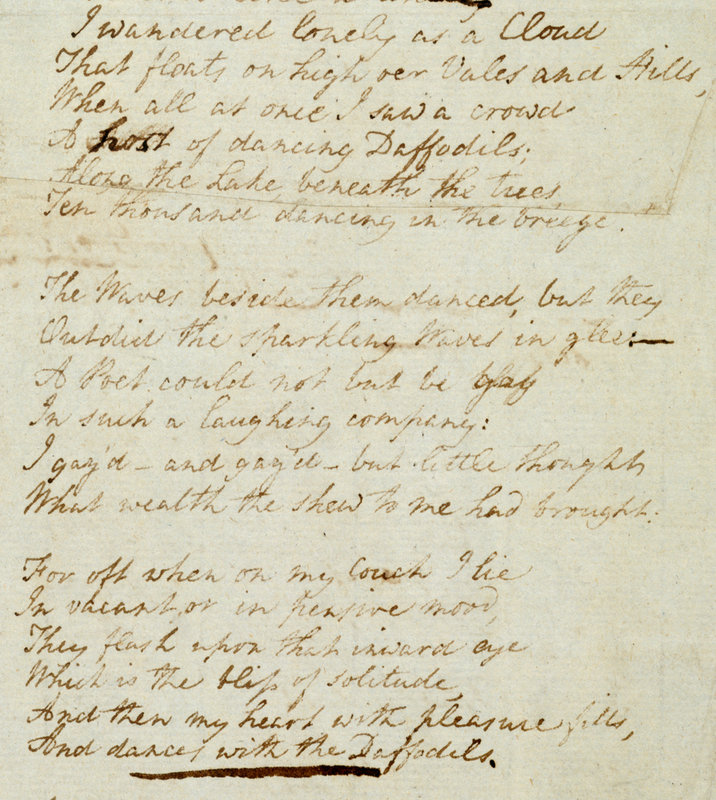
Handgeschriebenes Manuskript von I Wandered Lonely as a Cloud, British Library (1802)

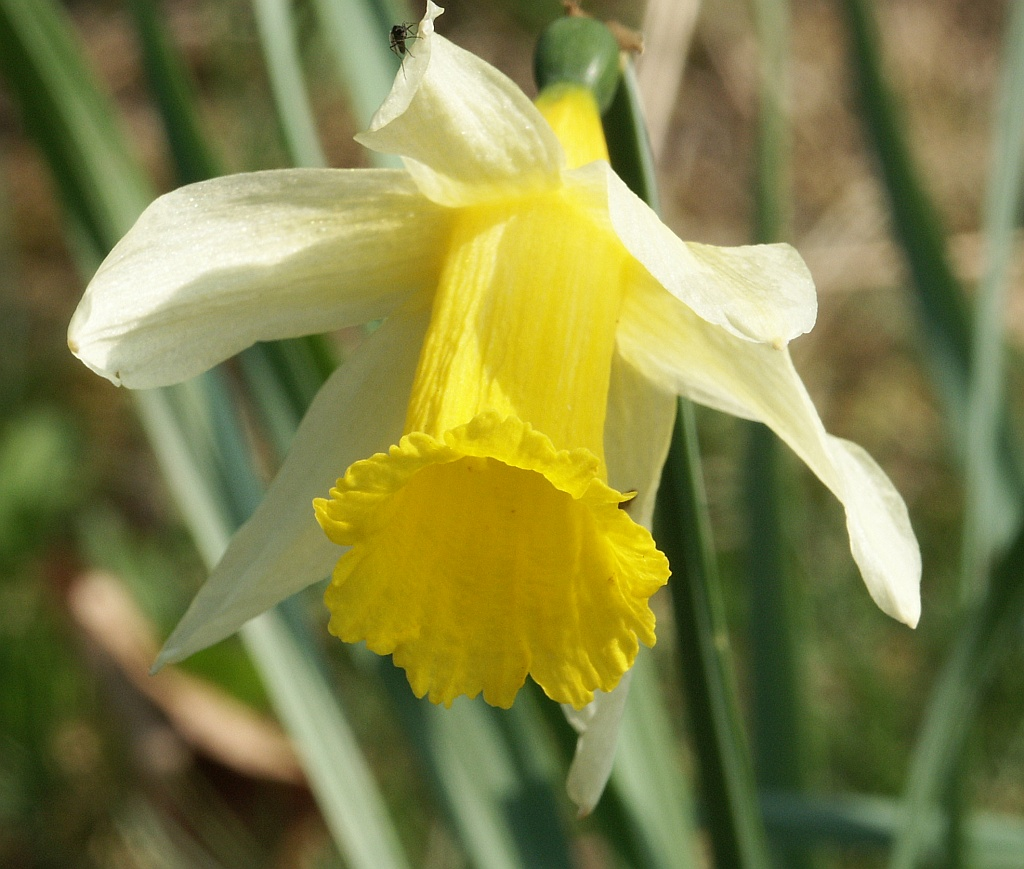
Narzisse am Inspirationsnationalpark Lake District (2005)

I Wandered Lonely as a Cloud (deutsch „Ich wanderte einsam wie eine Wolke“), auch bekannt unter dem Titel Daffodils (deutsch: „Narzissen“), ist ein englisches Gedicht von William Wordsworth, nach offiziellen Angaben aus dem Jahr 1804, das der englischen Romantikbewegung zuzuordnen ist. Es gilt als das bekannteste Gedicht von Wordsworth.

## Hintergrund
Wordsworth wurde zu diesem Gedicht am 15. April 1802 bei einem Spaziergang am Lake District im Glencoyne Park mit seiner Schwester Dorothy Wordsworth angeregt, bei dem sie auf einen „long belt“ (deutsch: „langen Gürtel“) von Narzissen aufmerksam wurden. Der British Library liegt aus demselben Jahr ein entsprechendes handgeschriebenes Manuskript vor. Widersprüchlicherweise schrieb er das Gedicht nach eigenen Angaben 1804, zwei Jahre nach dem prägenden Ereignis, im Dove Cottage am Lake District. Erstmals veröffentlicht wurde es durch ihn erst im Jahr 1807. Acht Jahre später erschien in Wordsworths Gedichtsammlung Poems in Two Volumes eine überarbeitete Fassung, bei der er an allen Strophen außer der letzten kleinere Veränderungen vornahm (Näheres siehe Abschnitt „Text“). Die ursprüngliche Textfassung ist heute nicht mehr verbreitet.
1995 belegte das Gedicht bei einer Umfrage der beliebtesten britischen Gedichte von BBC Radio 4 den fünften Platz.

## Text
Wordsworth überarbeitete das Gedicht im Jahr 1815. Er ersetzte „dancing“ durch „golden“, „along“ durch „beside“ und „ten thousand“ durch „fluttering and“. Ferner fügte er eine Strophe zwischen der ersten und der zweiten hinzu und änderte „laughing“ in „jocund“. Die letzte Strophe ließ er unverändert. Insgesamt besteht das Gedicht aus vier Strophen.
I wandered lonely as a cloud

That floats on high o’er vales and hills,

When all at once I saw a crowd,

A host, of golden daffodils;

Beside the lake, beneath the trees,

Fluttering and dancing in the breeze.

Continuous as the stars that shine

And twinkle on the milky way,

They stretched in never-ending line

Along the margin of a bay:

Ten thousand saw I at a glance,

Tossing their heads in sprightly dance.

The waves beside them danced; but they

Out-did the sparkling waves in glee:

A poet could not but be gay,

In such a jocund company:

I gazed – and gazed – but little thought

What wealth the show to me had brought:

For oft, when on my couch I lie

In vacant or in pensive mood,

They flash upon that inward eye

Which is the bliss of solitude;

And then my heart with pleasure fills,

And dances with the daffodils.

## Übersetzungen
Das Gedicht liegt in Übersetzungen verschiedener Autoren vor.
Die erste Strophe lautet in den Übersetzungen von Uwe Grüning (1980) und Bertram Kottmann:
I wandered lonely as a cloud

That floats on high o’er vales and hills,

When all at once I saw a crowd,

A host, of golden daffodils;

Beside the lake, beneath the trees,

Fluttering and dancing in the breeze.

William Wordsworth
Ich wanderte der Wolke gleich,

Die einsam treibt auf Tal und Hügel

Und sah, von Blütengolde reich,

Narzissenheere, deren Flügel

Wind, der vom nahen Ufer blies,

Leuchtend im Spiele tanzen ließ.

Uwe Grüning
Der Wolke gleich, zog ich einher,

die einsam zieht hoch übers Land,

als unverhofft vor mir ein Meer

von goldenen Narzissen stand.

Am See, dort wo die Bäume sind,

flatterten, tanzten sie im Wind.

Bertram Kottmann